# دوشنبه گاوآهن

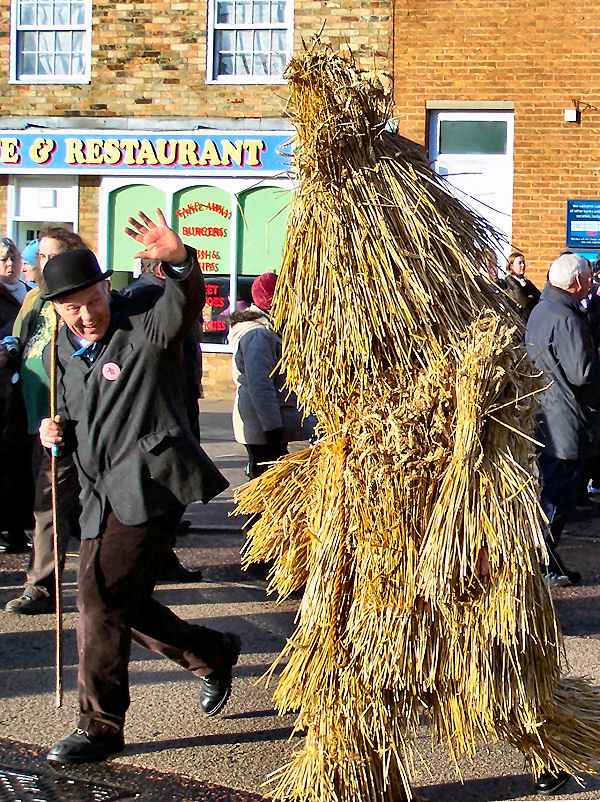
خرس کاهی ویتلسی

دوشنبه گاوآهن آغاز سنتی سال کشاورزی انگلیسی است. در حالی که شیوه‌های محلی ممکن است متفاوت باشد، دوشنبه گاوآهن معمولاً اولین دوشنبه پس از خاج‌شویان، ۶ ژانویه است. اشاره به دوشنبه گاوآهن به اواخر سده پانزدهم بازمی‌گردد. روز پیش از دوشنبه گاوآهن، گاهی به عنوان یکشنبه گاوآهن شناخته می‌شود.